# Muliczne
Jezioro Muliczne – jezioro położone w północno-wschodniej Polsce w gminie Suwałki, na terenie Wigierskiego Parku Narodowego.

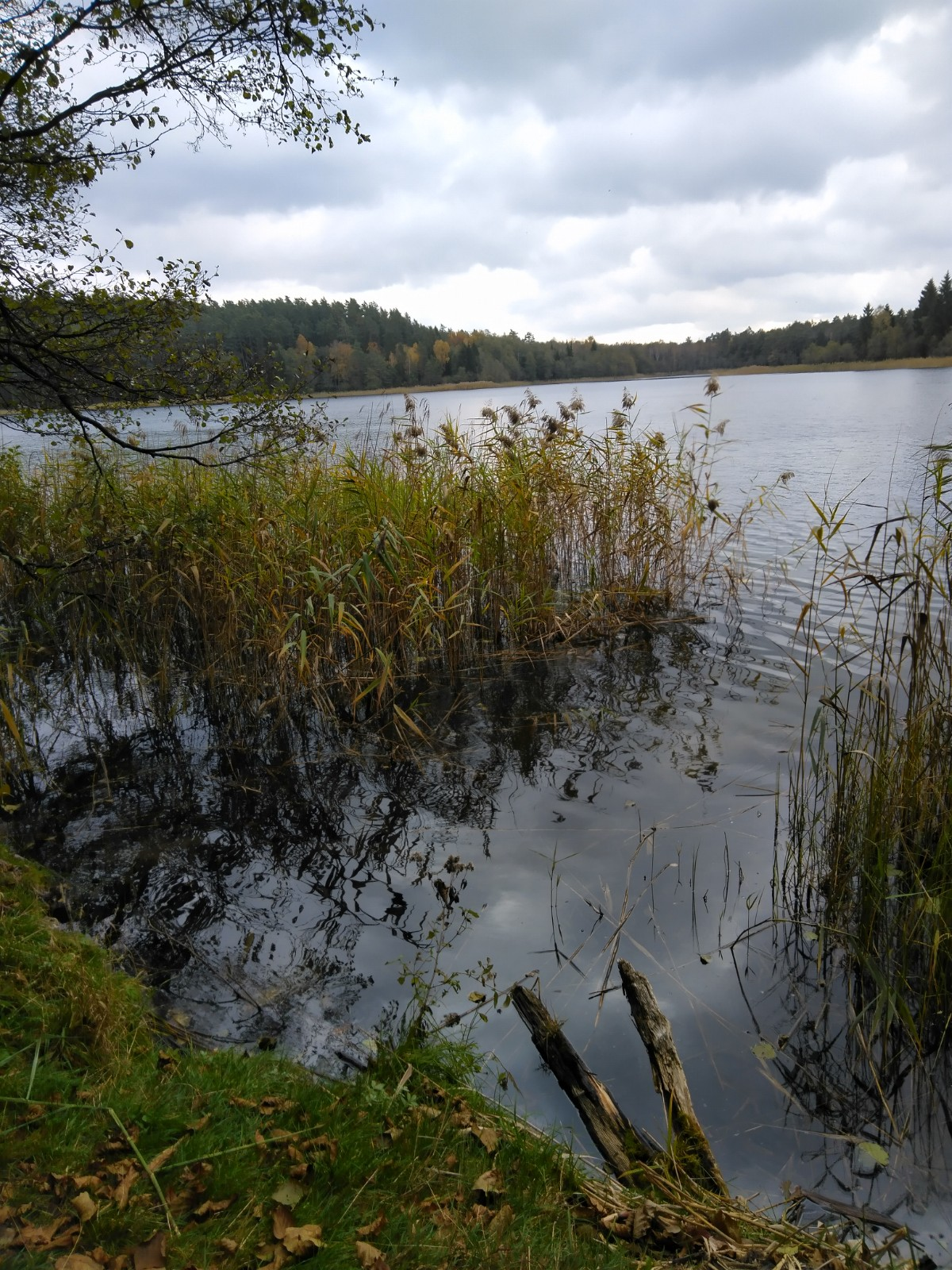
Jezioro Muliczne

Jest położone na wysokości 131,9 m n.p.m. Jego powierzchnia wynosi 25,7 ha, średnia głębokość: 4,7 m, a maksymalna głębokość: 11,3 m.
W przeszłości jezioro Muliczne należało do akwenu Prawigry. Obecnie wraz z jeziorami Okrągłym i Długim tworzy grupę tzw. Jezior Gawarcowskich, oddzieloną od Wigier półkilometrowym garbem morenowym.
Jezioro Muliczne ze względu na wysoką różnorodność przyrodniczą, siedliskową, mikrosiedliskową oraz walory krajobrazowe objęte jest ochroną ścisłą. Wzdłuż jego brzegu przebiega turystyczny Szlak zielony im. Antoniego Patli.